# Wales herrlandslag i fotboll
Wales fotbollslandslag representerar Wales i fotboll. Laget administreras av Football Association of Wales, FAW. Nationalarena är Millennium Stadium i Cardiff. Laget har hittills kvalificerat sig till mästerskapen VM i Sverige 1958, EM 2016, EM 2020 och VM i Qatar 2022. Lagets hittills största framgång är semifinalen i EM 2016 där man ställdes mot Portugal, en match man förlorade med 2-0 (0-0 i halvtid).

## Historia
Wales fotbollsförbund bildades i februari 1876 i Wrexham. Detta då en grupp affärsmän ville se ett lag spela mot Skottland och försöka efterlikna matcherna mellan Skottland och England som hade börjat fyra år tidigare.
Första matchen spelades i Glasgow den 25 mars 1876, och slutade med nederlag, 0-4 mot Skottland.
I början av 1900-talet fick Wales fram en av fotbollens första superstjärnor, Billy Meredith.

## Första stegen på internationella scenen

### Världsmästerskapet 1950 (Kvalrunda)
| Rank | Team       | Pld | W | D | L | GF | GA | GD  | Pts |
| ---- | ---------- | --- | - | - | - | -- | -- | --- | --- |
| 1    | England    | 3   | 3 | 0 | 0 | 14 | 3  | +11 | 6   |
| 2    | Skottland  | 3   | 2 | 0 | 1 | 10 | 3  | +7  | 4   |
| 3    | Wales      | 3   | 0 | 1 | 2 | 1  | 6  | −5  | 1   |
| 4    | Nordirland | 3   | 0 | 1 | 2 | 4  | 17 | −13 | 1   |

Precis som övriga nationer i Storbritannien deltog Wales i VM-kvalet för första gången till VM i Brasilien 1950. Kvalet blev dock ingen större framgång för nationen som slutade trea i kvalgruppen, på ett poäng. Detta sedan de förlorat mot England och Skottland innan de spelade oavgjort mot Nordirland i den avslutande kvalmatchen. 

### Världsmästerskapet 1954 (Kvalrunda)
| Rank | Team       | Pld | W | D | L | GF | GA | GD | Pts |
| ---- | ---------- | --- | - | - | - | -- | -- | -- | --- |
| 1    | England    | 3   | 3 | 0 | 0 | 11 | 4  | +7 | 6   |
| 2    | Skottland  | 3   | 1 | 1 | 1 | 8  | 8  | 0  | 3   |
| 3    | Nordirland | 3   | 1 | 0 | 2 | 5  | 9  | −4 | 2   |
| 4    | Wales      | 3   | 0 | 1 | 2 | 5  | 9  | −4 | 1   |

Inte heller fyra år senare skulle Wales göra några större väsen av sig. Återigen gällde Brittiska Mästerskapet även som VM-kval. Även denna gång skulle Wales få nöja sig med en poäng. Efter att ha förlorat öppningsmatchen mot England spelade man oavgjort med Skottland. Detta innebar att de vid en seger mot Nordirland skulle nå VM i Schweiz 1954. Wales förlorade dock med 1-2 hemma i Wrexham och fick därmed se England och Skottland ta platserna till VM-slutspelet. 

## Mästerskapsframgång

### Världsmästerskapet 1958 (Kvalrunda)
| Rank | Team            | Pld | W | D | L | GF | GA | GD | Pts |
| ---- | --------------- | --- | - | - | - | -- | -- | -- | --- |
| 1    | Tjeckoslovakien | 4   | 3 | 0 | 1 | 9  | 3  | +6 | 6   |
| 2    | Wales           | 4   | 2 | 0 | 2 | 6  | 5  | +1 | 4   |
| 3    | Östtyskland     | 4   | 1 | 0 | 3 | 5  | 12 | −7 | 2   |

### Världsmästerskapet 1958 (Playoff)
| Rank | Team   | Pts | Pld | W | D | L | GF | GA |
| ---- | ------ | --- | --- | - | - | - | -- | -- |
| 1    | Wales  | 4   | 2   | 2 | 0 | 0 | 4  | 0  |
| 2    | Israel | 0   | 2   | 0 | 0 | 2 | 0  | 4  |

1958 fick den "gyllene generationen" med Ivor Allchurch, Alf Sherwood, Jack Kelsey och John Charles en ny chans. 
För första gången fick Wales kvala mot nationer utanför de brittiska öarna, då de hamnade i en grupp med Tjeckoslovakien och Östtyskland.
Två vinster på hemmaplan och två förluster på bortaplan, placerade Wales på en andraplats - bakom Tjeckoslovakien. Någonting som gjorde att drömmen om VM än en gång såg ut att ta slut. Men Wales fick en ny chans.
Efter att Egypten och Sudan vägrat möta Israel samtidigt som Indonesien ville spela ett eventuellt playoffmöte på neutral plan slutade det med att Fifa fick lotta fram en grupptvåa till att möta Israel. Lotten föll på Wales som via två stycken 2-0 segrar kunde kvalificera sig till VM i Sverige 1958 och därmed sitt första stora mästerskap någonsin. 

### Världsmästerskapet 1958
| Rank | Team    | Pld | W | D | L | GF | GA | GD | Pts |
| ---- | ------- | --- | - | - | - | -- | -- | -- | --- |
| 1    | Sverige | 3   | 2 | 1 | 0 | 5  | 1  | +4 | 5   |
| 2    | Wales   | 4   | 1 | 3 | 0 | 4  | 3  | +1 | 5   |
| 3    | Ungern  | 4   | 1 | 1 | 2 | 7  | 5  | +2 | 3   |
| 4    | Mexiko  | 3   | 0 | 1 | 2 | 1  | 8  | −7 | 1   |

#### Kvartsfinal
|       | 19 juni 1958 | Brasilien | 1 – 0   | Wales | Nya Ullevi, Göteborg                 |                                      |
| 19:00 | 19:00        | Pelé 66′  | Rapport |       | Publik: 25 923 Domare: Fritz Seipelt | Publik: 25 923 Domare: Fritz Seipelt |
| 19:00 | 19:00        |           |         |       | Publik: 25 923 Domare: Fritz Seipelt | Publik: 25 923 Domare: Fritz Seipelt |
| 19:00 | 19:00        |           |         |       | Publik: 25 923 Domare: Fritz Seipelt | Publik: 25 923 Domare: Fritz Seipelt |

I VM-slutspelet lottades Wales i en grupp med värdnationen Sverige, finalisterna från VM i Schweiz 1954 Ungern och Mexico. I den första matchen i Sandviken spelade Wales 1-1 med Ungern. Detta sedan John Charles kvitterat ungrarnas ledning.
Även den andra matchen skulle sluta oavgjort. Trots att Ivor Allchurch gav Wales ledningen fick man bara en poäng mot Mexico, detta sedan de släppt in en kvittering i den 89:e minuten.
Wales avslutade sedan gruppspelet med att spela 0-0 mot Sverige, vilket innebar att de skulle ställas för ett omspel mot Ungern. Ungrarna kunde visserligen ta ledningen, men sedan Ivor Allchurch och Terry Medwin gjort ett varsitt mål kunde Wales ta sin första seger i VM-slutspelet, och därmed boka en plats i kvartsfinalen. Väl där ställdes man mot de kommande världsmästarna, Brasilien. Efter att Pelé gjort matchens enda mål fick Wales packa väskorna och lämna mästerskapet. 

## Nya kvalmisslyckanden

### Världsmästerskapet 1962 (Playoff)
|  | 19 april 1961 | Wales   | 1 – 2 | Spanien           | Cardiff |  |
|  |               | Woosnam |       | Foncho Di Stéfano |         |  |
|  |               |         |       |                   |         |  |
|  |               |         |       |                   |         |  |

|  | 18 maj 1961 | Spanien | 1 – 1 | Wales     | Madrid |  |
|  |             | Peiró   |       | Allchurch |        |  |
|  |             |         |       |           |        |  |
|  |             |         |       |           |        |  |

Efter att ha deltagit i VM 1958 stod Wales över kvalspelet till EM i Frankrike 1960. Till VM i Chile 1962 hamnade Wales i ett playoff med Spanien, där vinnaren skulle komma att få möta vinnaren mellan Tunisien och Marocko i ett avgörande playoff.
Efter en inledande 1-2-förlust i Cardiff krävdes det en seger i Madrid för att inte hoppet om ett nytt VM-slutspel skulle försvinna direkt, Wales fick dock bara med sig 1-1 och missade därmed VM 1962. 

### Europamästerskapet 1964 (Första omgången)
|       | 7 november 1962 | Ungern                         | 3 – 1   | Wales      | Ferenc Puskás-stadion, Budapest |                     |
| 14:00 | 14:00           | Albert 7′ Tichy 34′ Sandor 48′ | Rapport | Medwin 19′ | Domare: Jozef Kowal             | Domare: Jozef Kowal |
| 14:00 | 14:00           |                                |         |            | Domare: Jozef Kowal             | Domare: Jozef Kowal |
| 14:00 | 14:00           |                                |         |            | Domare: Jozef Kowal             | Domare: Jozef Kowal |

|       | 20 mars 1963 | Wales     | 1 – 1   | Ungern    | Ninian Park, Cardiff  |                       |
| 19:15 | 19:15        | Jones 23′ | Rapport | Tichy 77′ | Domare: John Spillane | Domare: John Spillane |
| 19:15 | 19:15        |           |         |           | Domare: John Spillane | Domare: John Spillane |
| 19:15 | 19:15        |           |         |           | Domare: John Spillane | Domare: John Spillane |

Wales deltog för första gången i EM när de kvalade till EM i Spanien 1964. De åkte dock ut redan i första omgången, med totalt 2-4 mot Ungern.

### Världsmästerskapet 1966 (Kvalrunda)
| Rank | Team          | Pld | W | D | L | GF | GA | GD  | Pts |
| ---- | ------------- | --- | - | - | - | -- | -- | --- | --- |
| 1    | Sovjetunionen | 6   | 5 | 0 | 1 | 19 | 6  | +13 | 10  |
| 2    | Wales         | 6   | 3 | 0 | 3 | 11 | 9  | +2  | 6   |
| 3    | Grekland      | 6   | 2 | 1 | 3 | 10 | 14 | -4  | 5   |
| 4    | Danmark       | 6   | 1 | 1 | 4 | 7  | 18 | −11 | 4   |

Kvalspelet till VM i England 1966 började tungt för Wales. De förlorade de två första matcherna mot Danmark och Grekland. Efter detta förmådde inte Wales att nå en plats till VM-slutspelet hos rivalen, utan istället kunde Sovjetunionen säkra platsen till VM-slutspelet. 

### Europamästerskapet 1968 (Kvalrunda)
| Rank | Team       | Pld | W | D | L | GF | GA | GD  | Pts |
| ---- | ---------- | --- | - | - | - | -- | -- | --- | --- |
| 1    | England    | 6   | 4 | 1 | 1 | 15 | 5  | +10 | 9   |
| 2    | Skottland  | 6   | 3 | 2 | 1 | 10 | 8  | +2  | 8   |
| 3    | Wales      | 6   | 1 | 2 | 3 | 6  | 12 | -6  | 4   |
| 4    | Nordirland | 6   | 1 | 1 | 4 | 2  | 8  | −6  | 3   |

Vid kvalet till EM i Italien 1968 var det återigen Brittiska Mästerskapet som gällde som kval för Wales. För walesarna blev det än en gång ett jobbigt kval, då den första segern bärgades först i gruppspelets sista match. Detta när man besegrade Nordirland med 2-0 hemma på The Racecourse Ground. I och med segern undvek Wales sistaplatsen i gruppen. 

### Världsmästerskapet 1970 (Kvalrunda)
| Rank | Team        | Pld | W | D | L | GF | GA | GD | Pts |
| ---- | ----------- | --- | - | - | - | -- | -- | -- | --- |
| 1    | Italien     | 4   | 3 | 1 | 0 | 10 | 3  | +7 | 7   |
| 2    | Östtyskland | 4   | 2 | 1 | 1 | 7  | 7  | 0  | 5   |
| 3    | Wales       | 4   | 0 | 0 | 4 | 3  | 10 | -7 | 0   |

Kvalmisslyckandena skulle fortsätta in på 1970-talet, och i kvalet till VM i Mexico 1970 förlorade Wales samtliga matcher. Med enbart tre gjorda mål och fyra raka förluster placerade sig Wales sist i gruppen, som Italien vann.

### Europamästerskapet 1972 (Kvalrunda)
| Rank | Team            | Pld | W | D | L | GF | GA | GD  | Pts |
| ---- | --------------- | --- | - | - | - | -- | -- | --- | --- |
| 1    | Rumänien        | 6   | 4 | 1 | 1 | 11 | 2  | +9  | 9   |
| 2    | Tjeckoslovakien | 6   | 4 | 1 | 1 | 11 | 4  | +7  | 9   |
| 3    | Wales           | 6   | 2 | 1 | 3 | 6  | 7  | -1  | 5   |
| 4    | Finland         | 6   | 0 | 1 | 5 | 1  | 16 | -15 | 1   |

Inte heller till EM i Belgien 1972 var Wales särskilt nära att kvalificera sig. Trots vinster i bägge matcherna mot Finland förmådde inte Wales att störa Rumänien och Tjeckoslovakien. 

### Världsmästerskapet 1974 (Kvalrunda)
| Rank | Team    | Pld | W | D | L | GF | GA | GD | Pts |
| ---- | ------- | --- | - | - | - | -- | -- | -- | --- |
| 1    | Polen   | 4   | 2 | 1 | 1 | 6  | 3  | +3 | 5   |
| 2    | England | 4   | 1 | 2 | 1 | 3  | 4  | -1 | 4   |
| 3    | Wales   | 4   | 1 | 1 | 2 | 3  | 5  | -2 | 3   |

Kvalet till VM i Västtyskland 1974 blev ett getingbo. Trots en tuff grupp med Polen och England levde hoppet för Wales tills att de spelade sin sista match. Vid en seger i Chorzów hade landet kvalificerat sig för VM, men en 3-0-förlust gjort att Polen kunde säkra VM-platsen via 1-1 mot England. 

### Europamästerskapet 1976 (Kvalrunda)
| Rank | Team      | Pld | W | D | L | GF | GA | GD  | Pts |
| ---- | --------- | --- | - | - | - | -- | -- | --- | --- |
| 1    | Wales     | 6   | 5 | 0 | 1 | 14 | 4  | +10 | 10  |
| 2    | Ungern    | 6   | 3 | 1 | 2 | 15 | 8  | +7  | 7   |
| 3    | Österrike | 6   | 3 | 1 | 2 | 11 | 7  | +4  | 7   |
| 4    | Luxemburg | 6   | 0 | 0 | 6 | 7  | 28 | -21 | 0   |

### Europamästerskapet 1976 (Kvartsfinal)
|       | 24 april 1976 | Jugoslavien             | 2 – 0   | Wales | Maksimirstadion, Zagreb |                       |
| 17:30 | 17:30         | Vukotic 1′ Popivoda 55′ | Rapport |       | Domare: Paul Schiller   | Domare: Paul Schiller |
| 17:30 | 17:30         |                         |         |       | Domare: Paul Schiller   | Domare: Paul Schiller |
| 17:30 | 17:30         |                         |         |       | Domare: Paul Schiller   | Domare: Paul Schiller |

|       | 20 maj 1976 | Wales     | 1 – 1   | Jugoslavien    | Ninian Park, Cardiff  |                       |
| 16:00 | 16:00       | Evans 38′ | Rapport | Katalinski 19′ | Domare: Rudi Glöckner | Domare: Rudi Glöckner |
| 16:00 | 16:00       |           |         |                | Domare: Rudi Glöckner | Domare: Rudi Glöckner |
| 16:00 | 16:00       |           |         |                | Domare: Rudi Glöckner | Domare: Rudi Glöckner |

Kvalspelet till EM i Jugoslavien 1976 skulle komma att bli framgångsrikt för Wales som var nära att nå sitt första EM-slutspel. De inledde visserligen det inledande gruppspelet med en 1-2-förlust i Wien mot Österrike. Men därefter kunde Wales vinna samtliga fem matcher och ta hem gruppsegern tre poäng före Ungern och Österrike. Man gick därmed vidare till kvartsfinal mot Jugoslavien, men efter 1-3 totalt gick Jugoslavien vidare till EM istället för Wales. 

### Världsmästerskapet 1978 (Kvalrunda)
| Rank | Team            | Pld | W | D | L | GF | GA | GD | Pts |
| ---- | --------------- | --- | - | - | - | -- | -- | -- | --- |
| 1    | Skottland       | 4   | 3 | 0 | 1 | 6  | 3  | +3 | 6   |
| 2    | Tjeckoslovakien | 4   | 2 | 0 | 2 | 4  | 6  | -2 | 4   |
| 3    | Wales           | 4   | 1 | 0 | 3 | 3  | 4  | +1 | 2   |

Efter det framgångsrika EM-kvalet misslyckades Wales i kvalet till VM i Argentina 1978. Även om de besegrade regerande Europamästarna, Tjeckoslovakien, med 3-0 - så räckte de inte till. Utan än en gång placerade sig Wales sist i kvalgruppen, sedan Skottland tagit VM-platsen. 

## Ett årtionde av snöpliga kvalmissar
1980-talet var inträdet för en ny gyllene generation för Wales. Landslaget kom att bli anförda av anfallsparet Mark Hughes och Ian Rush - som kom att slå målrekordet i landslaget. Även målvakten Neville Southall, landets meste landslagsman, kom att bli en del av landslaget under årtiondet. 
1980 slog man England för första gången på 42 år och det är enda gången man vunnit på Wembley. Leighton James, Mickey Thomas, Ian Walsh gjorde var sina mål och England stod för ett självmål. Matchen slutade till slut med 4-1.

### Europamästerskapet 1980 (Kvalrunda)
| Rank | Team         | Pld | W | D | L | GF | GA | GD  | Pts |
| ---- | ------------ | --- | - | - | - | -- | -- | --- | --- |
| 1    | Västtyskland | 6   | 4 | 2 | 0 | 17 | 1  | +16 | 10  |
| 2    | Turkiet      | 6   | 3 | 1 | 2 | 5  | 5  | 0   | 7   |
| 3    | Wales        | 6   | 3 | 0 | 3 | 11 | 8  | +3  | 6   |
| 4    | Malta        | 6   | 0 | 1 | 5 | 2  | 21 | -19 | 1   |

Efter att ha varit nära föregående EM-slutspel lyckades inte Wales utmana om en plats till EM i Italien 1980. Kvalet började visserligen med en 7-0-seger mot Malta, där Ian Edwards stod för fyra av målen. Detta följdes upp av en 1-0-seger mot Turkiet. Två förluster mot de blivande Europamästarna Västtyskland grusade dock förhoppningarna om ett första EM-deltagande. 

### Världsmästerskapet 1982 (Kvalrunda)
| Rank | Team            | Pld | W | D | L | GF | GA | GD  | Pts |
| ---- | --------------- | --- | - | - | - | -- | -- | --- | --- |
| 1    | Sovjetunionen   | 8   | 6 | 2 | 0 | 20 | 2  | +18 | 14  |
| 2    | Tjeckoslovakien | 8   | 4 | 2 | 2 | 15 | 6  | +9  | 10  |
| 3    | Wales           | 8   | 4 | 2 | 2 | 12 | 7  | +5  | 10  |
| 4    | Island          | 8   | 2 | 2 | 4 | 10 | 21 | -11 | 6   |
| 5    | Turkiet         | 8   | 0 | 0 | 8 | 1  | 22 | -21 | 0   |

Målskillnaden skulle göra att Wales missade VM i Spanien 1982. Walesarna inledde kvalet starkt genom att vinna de fyra första matcherna och hålla nollan i de fem första. I slutet av kvalet klappade de dock ihop och förlorade mot såväl Tjeckoslovakien som Sovjetunionen medan de enbart fick oavgjort hemma mot Island. När Tjeckoslovakien fick 1-1 hemma mot Sovjetunionen i kvalspelets sista match, passerade de Wales och hängde med just Sovjetunionen till VM-slutspelet. 
1984 vann Wales åter igen mot England och Mark Hughes gjorde enda målet i matchen.

### Europamästerskapet 1984 (Kvalrunda)
| Rank | Team        | Pld | W | D | L | GF | GA | GD | Pts |
| ---- | ----------- | --- | - | - | - | -- | -- | -- | --- |
| 1    | Jugoslavien | 6   | 3 | 2 | 1 | 12 | 11 | +1 | 8   |
| 2    | Wales       | 6   | 2 | 3 | 1 | 7  | 6  | +1 | 7   |
| 3    | Bulgarien   | 6   | 2 | 1 | 3 | 7  | 8  | -1 | 5   |
| 4    | Norge       | 6   | 1 | 2 | 3 | 7  | 8  | -1 | 4   |

Precis som vid VM två år tidigare skulle Wales missa EM i Frankrike 1984 med knapp marginal. I sin sista match tog man emot Jugoslavien, där walesarna vid seger skulle säkra en plats i EM-slutspelet. Robbie James kunde ge laget ledningen hemma i Cardiff men i den 81:e minuten kvitterade bortalaget genom Mehmed Baždarević.
Detta innebar att walesarna fick sätta sitt hopp till att Bulgarien skulle spela oavgjort med Jugoslavien, då segrarna i mötet skulle nå EM. Länge såg det ut som att matchen i Split skulle sluta 2-2, vilket skulle ta Wales till EM, men i den 89:e minuten gjorde Ljubomir Radanović 3-2 till Jugoslavien och sköt dem till EM-slutspelet.  

### Världsmästerskapet 1986 (Kvalrunda)
| Rank | Team      | Pld | W | D | L | GF | GA | GD | Pts |
| ---- | --------- | --- | - | - | - | -- | -- | -- | --- |
| 1    | Spanien   | 6   | 4 | 0 | 2 | 9  | 8  | +1 | 8   |
| 2    | Skottland | 6   | 3 | 1 | 2 | 8  | 4  | +4 | 7   |
| 3    | Wales     | 6   | 3 | 1 | 2 | 7  | 6  | +1 | 7   |
| 4    | Island    | 6   | 1 | 0 | 5 | 4  | 10 | -6 | 2   |

Kvalet till VM i Mexico 1986 började tungt för Wales, då de förlorade de två första matcherna mot Island och Spanien. Efter detta ryckte de dock upp sig och via tre segrar, däribland 3-0 hemma mot Spanien, hade Wales återigen chansen på en slutspelsplats inför den sista omgången. I den sista matchen ställdes man mot Skottland hemma i Cardiff, där en seger skulle kunna ge landet en VM-plats och åtminstone säkra en playoff-plats. Matchen slutade dock 1-1 och när Spanien två veckor senare besegrade Island innebar det att Wales slutade på en tredjeplats i tabellen. Återigen var det målskillnaden som snuvade dem på ett playoff till VM-slutspelet. 

### Europamästerskapet 1988 (Kvalrunda)
| Rank | Team            | Pld | W | D | L | GF | GA | GD | Pts |
| ---- | --------------- | --- | - | - | - | -- | -- | -- | --- |
| 1    | Danmark         | 6   | 3 | 2 | 1 | 4  | 2  | +2 | 8   |
| 2    | Tjeckoslovakien | 6   | 2 | 3 | 1 | 7  | 5  | +2 | 7   |
| 3    | Wales           | 6   | 2 | 2 | 2 | 7  | 5  | +2 | 6   |
| 4    | Finland         | 6   | 1 | 1 | 4 | 4  | 10 | -6 | 3   |

Wales skulle för fjärde gången i rad snubbla på mållinjen till ett stort mästerskap, när det vankades kvalspel till EM i Västtyskland 1988. När de obesegrade walesarna hade två matcher kvar toppade man gruppen före Danmark och Tjeckoslovakien, vilka båda hade en match mer spelad. I de två avslutande matcherna skulle Wales möta de bägge konkurrenterna på bortaplan, där en seger räckte för att säkra avancemanget. Efter en 1-0-förlust i Köpenhamn avslutade man kvalet med en 2-0-förlust i Prag - och missade återigen ett stort mästerskap med minsta marginal. 

## Ett tungt årtionde

### Världsmästerskapet 1990 (Kvalrunda)
| Rank | Team          | Pld | W | D | L | GF | GA | GD  | Pts |
| ---- | ------------- | --- | - | - | - | -- | -- | --- | --- |
| 1    | Nederländerna | 6   | 4 | 2 | 0 | 8  | 2  | +6  | 10  |
| 2    | Västtyskland  | 6   | 3 | 3 | 0 | 13 | 3  | +10 | 9   |
| 3    | Finland       | 6   | 1 | 1 | 4 | 4  | 16 | -12 | 3   |
| 4    | Wales         | 6   | 0 | 2 | 4 | 4  | 8  | -6  | 2   |

Efter de framgångsrika kvalen under 1980-talet, där Wales ständigt var nära men aldrig nådde riktigt fram, kom 1990-talet att bli desto tyngre. I kvalspelet till VM i Italien 1990 lottades walesarna i samma grupp som regerande Europamästarna Nederländerna och de blivande världsmästarna Västtyskland. Kvalet blev en besvikelse för Wales som enbart lyckades få ihop två poäng, via oavgjort i hemmamötena med Finland och Västtyskland. 

### Europamästerskapet 1992 (Kvalrunda)
| Rank | Team      | Pld | W | D | L | GF | GA | GD  | Pts |
| ---- | --------- | --- | - | - | - | -- | -- | --- | --- |
| 1    | Tyskland  | 6   | 5 | 0 | 1 | 13 | 4  | +9  | 10  |
| 2    | Wales     | 6   | 4 | 1 | 1 | 8  | 6  | +2  | 9   |
| 3    | Belgien   | 6   | 2 | 1 | 3 | 7  | 6  | +1  | 5   |
| 4    | Luxemburg | 6   | 0 | 0 | 6 | 2  | 14 | -12 | 0   |

När EM i Sverige 1992 stundade kunde walesarna studsa tillbaka från den senaste kvalbesvikelsen. Trots ett starkt kval där de enda poängtappen kom via 1-1 mot Belgien och 1-4 mot Tyskland förmådde man inte att nå EM. Detta då de slutade en poäng bakom gruppvinnaren Tyskland. 

### Världsmästerskapet 1994 (Kvalrunda)
| Rank | Team            | Pld | W | D | L  | GF | GA | GD  | Pts |
| ---- | --------------- | --- | - | - | -- | -- | -- | --- | --- |
| 1    | Rumänien        | 10  | 7 | 1 | 2  | 29 | 12 | +17 | 15  |
| 2    | Belgien         | 10  | 7 | 1 | 2  | 16 | 5  | +11 | 15  |
| 3    | Tjeckoslovakien | 10  | 4 | 5 | 1  | 21 | 9  | +12 | 13  |
| 4    | Wales           | 10  | 5 | 2 | 3  | 19 | 12 | +7  | 12  |
| 5    | Cypern          | 10  | 2 | 1 | 7  | 8  | 18 | -10 | 5   |
| 6    | Färöarna        | 10  | 0 | 0 | 10 | 1  | 38 | -37 | 0   |

De snöpliga kvalmissarna från 1980-talet skulle återigen upprepa sig i kvalet till VM i USA 1994. I den sista omgången skulle Wales ta emot Rumänien samtidigt som Belgien skulle möta Tjeckoslovakien. Inför matcherna, den 17 november 1993, stod Belgien på 14 poäng medan Wales, Rumänien och Tjeckoslovakien hade tolv poäng. Då Belgien och Tjeckoslovakien spelade 0-0 skulle vinnaren i Cardiff ta sig till VM-slutspelet tillsammans med Belgien. Walesarna förlorade dock än en gång en avgörande match, då det slutade med en 2-1-seger för de gästande rumänerna. 

### Europamästerskapet 1996 (Kvalrunda)
| Rank | Team      | Pld | W | D | L | GF | GA | GD  | Pts |
| ---- | --------- | --- | - | - | - | -- | -- | --- | --- |
| 1    | Tyskland  | 10  | 8 | 1 | 1 | 27 | 10 | +17 | 25  |
| 2    | Bulgarien | 10  | 7 | 1 | 2 | 24 | 10 | +14 | 22  |
| 3    | Georgien  | 10  | 5 | 0 | 5 | 14 | 13 | +1  | 15  |
| 4    | Moldavien | 10  | 3 | 0 | 7 | 11 | 27 | -16 | 9   |
| 5    | Albanien  | 10  | 2 | 2 | 6 | 10 | 16 | -6  | 8   |
| 6    | Wales     | 10  | 2 | 2 | 6 | 9  | 19 | -10 | 8   |

Efter att ha varit nära att kvalificera sig för två slutspel blev kvalet till EM i England 1996 en ordentlig besvikelse för Wales, som slutade sist i kvalgruppen. På tio matcher lyckades man bara att vinna två stycken, hemmamatcherna mot Albanien och Moldavien. 

### Världsmästerskapet 1998 (Kvalrunda)
| Rank | Team          | Pld | W | D | L | GF | GA | GD  | Pts |
| ---- | ------------- | --- | - | - | - | -- | -- | --- | --- |
| 1    | Nederländerna | 8   | 6 | 1 | 1 | 26 | 4  | +22 | 19  |
| 2    | Belgien       | 8   | 6 | 0 | 2 | 20 | 11 | +9  | 18  |
| 3    | Turkiet       | 8   | 4 | 2 | 2 | 21 | 9  | +12 | 14  |
| 4    | Wales         | 8   | 2 | 1 | 5 | 20 | 21 | -1  | 7   |
| 5    | San Marino    | 8   | 0 | 0 | 8 | 0  | 42 | -42 | 0   |

Den dåliga trenden skulle komma att hålla i sig i kvalet till VM i Frankrike 1998. Inte heller denna gång skulle man lyckas att utmana om en slutspelsplats och precis som i föregående kval fick man nöja sig med två segrar - bägge mot slagpåsen San Marino. 

## Playoff-förlust och kvalmisslyckanden

### Europamästerskapet 2000 (Kvalrunda)
| Rank | Team    | Pld | W | D | L | GF | GA | GD | Pts |
| ---- | ------- | --- | - | - | - | -- | -- | -- | --- |
| 1    | Italien | 8   | 4 | 3 | 1 | 13 | 5  | +8 | 15  |
| 2    | Danmark | 8   | 4 | 2 | 2 | 11 | 8  | +3 | 14  |
| 3    | Schweiz | 8   | 4 | 2 | 2 | 9  | 5  | +4 | 14  |
| 4    | Wales   | 8   | 3 | 0 | 5 | 7  | 16 | -9 | 9   |
| 5    | Belarus | 8   | 0 | 3 | 5 | 4  | 10 | -6 | 3   |

Ett nytt årtusende tog vid men Wales trend med dåliga kval fortlöpte. I kvalet till EM i Belgien och Nederländerna 2000 slutade man på en fjärde plats i gruppen, efter att ha vunnit tre av åtta matcher. Två av segrarna togs mot gruppjumbon Vitryssland medan den tredje togs i Köpenhamn, där man besegrade Danmark. 

### Världsmästerskapet 2002 (Kvalrunda)
| Rank | Team     | Pld | W | D | L | GF | GA | GD  | Pts |
| ---- | -------- | --- | - | - | - | -- | -- | --- | --- |
| 1    | Polen    | 10  | 6 | 3 | 1 | 21 | 11 | +10 | 21  |
| 2    | Ukraina  | 10  | 4 | 5 | 1 | 13 | 8  | +5  | 17  |
| 3    | Belarus  | 10  | 4 | 3 | 3 | 12 | 11 | +1  | 16  |
| 4    | Norge    | 10  | 2 | 4 | 4 | 12 | 14 | -2  | 10  |
| 5    | Wales    | 10  | 1 | 6 | 3 | 10 | 12 | -2  | 9   |
| 6    | Armenien | 10  | 0 | 5 | 5 | 7  | 19 | -12 | 5   |

Inte heller kvalet till VM i Japan och Sydkorea 2002 skulle bli någon höjdare för Wales. På tio kvalmatcher lyckades man vinna en - den avslutande gruppspelsmatchen mot Vitryssland då John Hartson gjorde matchens enda mål. Segern innebar dock att walesarna förstörde Vitrysslands chanser till att nå ett playoff till VM-slutspelet. 

### Europamästerskapet 2004 (Kvalrunda)
| Rank | Team                   | Pld | W | D | L | GF | GA | GD  | Pts |
| ---- | ---------------------- | --- | - | - | - | -- | -- | --- | --- |
| 1    | Italien                | 8   | 5 | 2 | 1 | 17 | 4  | +13 | 17  |
| 2    | Wales                  | 8   | 4 | 1 | 3 | 13 | 10 | +3  | 13  |
| 3    | Serbien och Montenegro | 8   | 3 | 3 | 2 | 11 | 11 | 0   | 12  |
| 4    | Finland                | 8   | 3 | 1 | 4 | 9  | 10 | -1  | 10  |
| 5    | Azerbajdzjan           | 8   | 1 | 1 | 6 | 5  | 20 | -15 | 4   |

Efter en rad av misslyckanden skulle Wales prestera bättre i kvalet till EM i Portugal 2004. Med före detta spelaren Mark Hughes som förbundskapten och ledda av storstjärnan Ryan Giggs  lyckades de bärga en andraplats. Inför den sista omgången befann sig Wales en poäng bakom Italien men då italienarna besegrade Azerbajdzjan spelade det ingen roll att Wales föll mot Serbien och Montenegro. 
Därmed gick Wales till ett playoff där man ställdes mot Ryssland. Efter 0-0 i Moskva  skulle allting avgöras i Cardiff. För walesarna blev det dock ännu en tung kvalmiss. Detta då Vadim Evseev gjorde matchens enda mål och kunde skjuta ryssarna till EM-slutspelet.
Efterspelet till kvalförlusten kom dock att handla om Yegor Titov. Efter den första kvalmatchen, där han inte spelade, fastnade ryssen i ett dopningstest. Wales fotbollsförbund skickade in ett klagomål till Uefa och yrkade på att resultatet från den andra matchen - där Titov spelade - skulle ändras från 0-1 till 3-0. Uefa valde dock att avslå Wales förslag och lät Ryssland behålla EM-platsen. 

### Världsmästerskapet 2006 (Kvalrunda)
| Rank | Team         | Pld | W | D | L | GF | GA | GD  | Pts |
| ---- | ------------ | --- | - | - | - | -- | -- | --- | --- |
| 1    | England      | 10  | 8 | 1 | 1 | 17 | 5  | +12 | 25  |
| 2    | Polen        | 10  | 8 | 0 | 2 | 27 | 9  | +18 | 24  |
| 3    | Österrike    | 10  | 4 | 3 | 3 | 15 | 12 | +3  | 15  |
| 4    | Nordirland   | 10  | 2 | 3 | 5 | 10 | 18 | -8  | 9   |
| 5    | Wales        | 10  | 2 | 2 | 6 | 10 | 15 | -5  | 8   |
| 6    | Azerbajdzjan | 10  | 0 | 3 | 7 | 1  | 21 | -20 | 3   |

Wales förmådde inte att följa upp det lyckade kvalet till EM 2004 och lyckades i kvalspelet till VM i Tyskland 2006 ta sina två första segrar först i de två avslutande matcherna. Detta då rivalen Nordirland och Azerbajdzjan besegrades, vilket hjälpte Wales att undvika sistaplatsen i gruppen. 

### Europamästerskapet 2008 (Kvalrunda)
| Rank | Team       | Pld | W | D | L  | GF | GA | GD  | Pts |
| ---- | ---------- | --- | - | - | -- | -- | -- | --- | --- |
| 1    | Tjeckien   | 12  | 9 | 2 | 1  | 27 | 5  | +22 | 29  |
| 2    | Tyskland   | 12  | 8 | 3 | 1  | 35 | 7  | +28 | 27  |
| 3    | Irland     | 12  | 4 | 5 | 3  | 17 | 14 | +3  | 17  |
| 4    | Slovakien  | 12  | 5 | 1 | 6  | 33 | 23 | +10 | 16  |
| 5    | Wales      | 12  | 4 | 3 | 5  | 18 | 19 | -1  | 15  |
| 6    | Cypern     | 12  | 4 | 2 | 6  | 17 | 24 | -7  | 14  |
| 7    | San Marino | 12  | 0 | 0 | 12 | 2  | 57 | -55 | 0   |

Även kvalspelet till EM i Schweiz och Österrike 2008 blev tungt för walesisk del. Med 15 poäng på tolv matcher var man inte i närheten av att kunna hota gruppens suveräner Tjeckien och Tyskland. Till slut placerade man sig på en femte plats i gruppen, enbart före Cypern och San Marino.
```
[
34
]
```

## Dödsfall och nya kvalmissar

### Världsmästerskapet 2010 (Kvalrunda)
| Rank | Team          | Pld | W | D | L | GF | GA | GD  | Pts |
| ---- | ------------- | --- | - | - | - | -- | -- | --- | --- |
| 1    | Tyskland      | 10  | 8 | 2 | 0 | 26 | 5  | +21 | 26  |
| 2    | Ryssland      | 10  | 7 | 1 | 2 | 19 | 6  | +13 | 22  |
| 3    | Finland       | 10  | 5 | 3 | 2 | 14 | 14 | 0   | 18  |
| 4    | Wales         | 10  | 4 | 0 | 6 | 9  | 12 | -3  | 12  |
| 5    | Azerbajdzjan  | 10  | 1 | 2 | 7 | 4  | 14 | -10 | 5   |
| 6    | Liechtenstein | 10  | 0 | 2 | 8 | 2  | 23 | -21 | 2   |

Återigen blev det ett kvalmisslyckande för Wales, som inte kunde utmana om en plats till VM i Sydafrika 2010. Totalt blev det bara fyra vinster, vilka kom mot Azerbajdzjan och Liechtenstein. 

### Europamästerskapet 2012 (Kvalrunda)
| Rank | Team       | Pld | W | D | L | GF | GA | GD  | Pts |
| ---- | ---------- | --- | - | - | - | -- | -- | --- | --- |
| 1    | England    | 8   | 5 | 3 | 0 | 17 | 5  | +12 | 18  |
| 2    | Montenegro | 8   | 3 | 3 | 2 | 7  | 7  | 0   | 12  |
| 3    | Schweiz    | 8   | 3 | 2 | 3 | 12 | 10 | +2  | 11  |
| 4    | Wales      | 8   | 3 | 0 | 5 | 6  | 10 | -4  | 9   |
| 5    | Bulgarien  | 8   | 1 | 2 | 5 | 3  | 13 | -10 | 5   |

Wales inledde kvalet till EM i Polen och Ukraina 2012 svagt. De förlorade samtliga fyra första matcher, i vilka de mötte samtliga gruppkonkurrenter. Detta genom 0-1 mot Montenegro, 0-1 mot Bulgarien, 1-4 mot Schweiz och 0-2 mot England.
Under den andra delen av kvalet ryckte Wales upp sig, men det räckte inte till mer än att passera Bulgarien. 
I november 2011, månaden efter EM-kvalets slut, kom landet att skakas av beskedet att Gary Speed dött. Den före detta landslagsmannen som vid tillfället var förbundskapten för laget hade begått självmord. 

### Världsmästerskapet 2014 (Kvalrunda)
| Rank | Team       | Pld | W | D | L | GF | GA | GD  | Pts |
| ---- | ---------- | --- | - | - | - | -- | -- | --- | --- |
| 1    | Belgien    | 10  | 8 | 2 | 0 | 18 | 4  | +14 | 26  |
| 2    | Kroatien   | 10  | 5 | 2 | 3 | 12 | 9  | 13  | 17  |
| 3    | Serbien    | 10  | 4 | 2 | 4 | 18 | 11 | +7  | 14  |
| 4    | Skottland  | 10  | 3 | 2 | 5 | 8  | 12 | -4  | 11  |
| 5    | Wales      | 10  | 3 | 1 | 6 | 9  | 20 | -11 | 10  |
| 6    | Makedonien | 10  | 2 | 1 | 7 | 7  | 16 | -9  | 7   |

Inte heller kvalet till VM i Brasilien 2014 skulle bli lyckosamt för Wales. Totalt lyckades man bara vinna tre matcher, de båda mötena med Skottland och hemmamötet med Makedonien. I kvalet fick man även bevittna en storförlust, då de förlorade med 1-6 mot Serbien. http://www.uefa.com/worldcup/season=2014/standings/round=2000294/group=2001656/index.html
Kvalspelet till EM i Frankrike 2016 har börjat lovande för Wales. Efter att halva gruppspelet är avklarat är man fortfarande obesegrat och parkerar på en andraplats, där målskillnad skiljer dem från ledande Belgien. Med fem matcher kvar har Wales ett försprång på två poäng till Israel på playoff-platsen medan de har fem poäng ner till Cypern på fjärdeplatsen. 

## Nuvarande trupp
Följande spelare är uttagna till VM-Kval playoff mot Ukraina samt Uefa Nations League-matcherna mot Polen, Nederländerna och Belgien i juni 2022.
Antalet landskamper och mål är korrekta per den 1 juni 2022 efter matchen mot Polen.
| Nr | Pos. | Namn                   | Födelsedatum (ålder) | Matcher | Mål |           | Klubb              |  |
| -- | ---- | ---------------------- | -------------------- | ------- | --- | --------- | ------------------ |  |
| 1  | MV   | Wayne Hennessey        | 24 januari 1987      | 101     | 0   | England   | Burnley            |  |
| 12 | MV   | Danny Ward             | 22 juni 1993         | 25      | 0   | England   | Leicester City     |  |
| 21 | MV   | Adam Davies            | 17 juli 1992         | 3       | 0   | England   | Sheffield United   |  |
|    |      |                        |                      |         |     |           |                    |  |
| 2  | F    | Chris Gunter           | 21 juli 1989         | 108     | 0   | England   | Charlton Athletic  |  |
| 3  | F    | Neco Williams          | 13 april 2001        | 19      | 2   | England   | Fulham             |  |
| 4  | F    | Ben Davies             | 24 april 1993        | 70      | 1   | England   | Tottenham Hotspur  |  |
| 5  | F    | Chris Mepham           | 5 november 1997      | 29      | 0   | England   | Bournemouth        |  |
| 6  | F    | Joe Rodon              | 22 oktober 1997      | 24      | 0   | England   | Tottenham Hotspur  |  |
| 14 | F    | Connor Roberts         | 23 september 1995    | 35      | 3   | England   | Burnley            |  |
| 15 | F    | Ethan Ampadu           | 14 september 2000    | 33      | 0   | Italien   | Venezia            |  |
| 17 | F    | Rhys Norrington-Davies | 22 april 1999        | 8       | 0   | England   | Sheffield United   |  |
|    | F    | Oliver Denham          | 4 maj 2002           | 0       | 0   | Wales     | Cardiff City       |  |
|    |      |                        |                      |         |     |           |                    |  |
| 7  | MF   | Joe Allen              | 14 mars 1990         | 70      | 2   | England   | Stoke City         |  |
| 8  | MF   | Harry Wilson           | 22 mars 1997         | 35      | 5   | England   | Fulham             |  |
| 9  | MF   | Brennan Johnson        | 23 maj 2001          | 9       | 0   | England   | Nottingham Forest  |  |
| 10 | MF   | Aaron Ramsey           | 26 december 1990     | 72      | 20  | Skottland | Rangers            |  |
| 16 | MF   | Joe Morrell            | 3 januari 1997       | 27      | 0   | England   | Portsmouth         |  |
| 18 | MF   | Jonathan Williams      | 9 oktober 1993       | 33      | 2   | England   | Swindon Town       |  |
| 22 | MF   | Sorba Thomas           | 25 januari 1999      | 4       | 0   | England   | Huddersfield Town  |  |
|    | MF   | Rubin Colwill          | 27 april 2002        | 4       | 1   | Wales     | Cardiff City       |  |
|    | MF   | Matthew Smith          | 22 november 1999     | 16      | 0   | England   | Milton Keynes Dons |  |
|    | MF   | Wes Burns              | 23 november 1994     | 16      | 0   | England   | Ipswich Town       |  |
|    | MF   | Dylan Levitt           | 17 november 2000     | 11      | 0   | Skottland | Dundee United      |  |
|    |      |                        |                      |         |     |           |                    |  |
| 11 | A    | Gareth Bale            | 16 juli 1989         | 102     | 38  |           | Klubblös           |  |
| 13 | A    | Kieffer Moore          | 8 augusti 1992       | 25      | 8   | England   | Bournemouth        |  |
| 19 | A    | Mark Harris            | 29 december 1998     | 5       | 0   | Wales     | Cardiff City       |  |
| 20 | A    | Daniel James           | 10 november 1997     | 32      | 5   | England   | Leeds United       |  |
| 23 | A    | Rabbi Matondo          | 9 september 2000     | 10      | 0   | Belgien   | Cercle Brugge      |  |

### Nyligen inkallade
Följande spelare har varit uttagna i det walesiska landslaget de senaste 12 månaderna.
| MV | Tom King         | 9 mars 1995       | 0  | 0 | Salford City        | mot Tjeckien 29 mars 2022           |  |  |
|    |                  |                   |    |   |                     |                                     |  |  |
| F  | Ben Cabango      | 30 maj 2000       | 4  | 0 | Swansea City        | mot Tjeckien 29 mars 2022           |  |  |
| F  | James Lawrence   | 22 augusti 1992   | 11 | 0 | St. Pauli           | mot Belgien 16 november 2021        |  |  |
| F  | Tom Lockyer      | 3 december 1994   | 14 | 0 | Luton Town          | mot Tjeckien 8 oktober 2021         |  |  |
| F  | Brandon Cooper   | 14 januari 2000   | 0  | 0 | Swansea City        | mot Estland 8 september 2021        |  |  |
|    |                  |                   |    |   |                     |                                     |  |  |
| MF | Will Vaulks      | 13 september 1993 | 7  | 0 | Cardiff City        | mot Tjeckien 29 mars 2022           |  |  |
| MF | David Brooks     | 8 juli 1997       | 21 | 2 | Bournemouth         | mot Tjeckien 8 oktober 2021 Återbud |  |  |
| MF | Ben Woodburn     | 15 oktober 1999   | 11 | 2 | Heart of Midlothian | mot Estland 8 september 2021        |  |  |
| MF | Josh Sheehan     | 30 mars 1995      | 3  | 0 | Bolton Wanderers    | mot Estland 8 september 2021        |  |  |
| MF | George Thomas    | 24 mars 1997      | 3  | 0 | Queens Park Rangers | mot Finland 1 september 2021        |  |  |
|    |                  |                   |    |   |                     |                                     |  |  |
| A  | Nathan Broadhead | 5 april 1998      | 0  | 0 | Sunderland          | mot Polen 1 juni 2022               |  |  |
| A  | Tyler Roberts    | 12 januari 1999   | 19 | 0 | Leeds United        | mot Belgien 16 november 2021        |  |  |

## OS
Då deltagarna i Olympiska spelen representerar suveräna stater, i Wales fall Storbritannien, kan Wales landslag inte delta i den olympiska fotbollsturneringen om man lyckas kvala in till turneringen.
För första gången sedan kvalet till OS 1972 planerar Storbritanniens olympiska kommitté (i egenskap av värdnation) att ställa upp med ett gemensamt lag (England, Nordirland, Skottland och Wales tillsammans) för Storbritannien vid OS i London 2012. Skottlands, Wales och Nordirlands fotbollsförbund är däremot kritiska till detta eftersom de är rädda att deras oberoende i europeiska och internationella sammanhang kan hotas.

## Kända spelare
- John Charles
- Gary Speed
- Ryan Giggs
- Ian Rush
- Danny Gabbidon
- Boaz Myhill
- Vinnie Jones
- Aaron Ramsey
- Craig Bellamy
- Gareth Bale